# قجاج أسترالي
قجاج أسترالي أو قجاج فضي أو نهاش أسترالي (الاسم العلمي Pagrus auratus)، نوع سمك من الشعاعيات الزعانف وفصيلة الأسبورية ويتبع جنس القجاج. أعطانها أستراليا، الفلبين، اندونيسيا، الصين، تايوان، اليابان، ونيوزيلندا.